# Incilius aucoinae
Incilius aucoinae es una especie de anfibio anuro de la familia Bufonidae.

## Distribución geográfica
Esta especie habita entre los 25 y 500 m de altitud:
- en el oeste de la provincia de Chiriquí en Panamá;
- en el sur de Costa Rica.[4]

## Descripción
Incilius aucoinae es un sapo de tamaño mediano a grande (~40– 65 mm, ~1,6– 2,6 pulgadas machos; ~65– 105 mm, 2,6– 4,1 pulgadas hembras). La piel está cubierta de tubérculos de diferentes tamaños, formando filas que se extienden desde las glándulas parotoides hasta la ingle. Las glándulas parotoides son triangulares y están situadas por encima de la fila dorsolateral de tubérculos. Un pliegue supratimpánico se extiende desde el ojo hasta la glándula parotoidea. La coloración dorsal consiste en marrones y grises, a menudo con una franja mediodorsal pálida. Las extremidades están marcadas con bandas transversales oscuras. El vientre es de color claro y los machos pueden tener la garganta y el pecho de color gris oscuro. Los ojos tienen pupilas horizontales e iris dorado con reticulaciones oscuras. Los dedos son largos y delgados y carecen de membranas. Los dedos de los pies también son largos, pero tienen correas limitadas. Los machos tienen almohadillas nupciales marrones y un saco vocal subgular.

## Etimología
Esta especie lleva el nombre en honor a Lisa Louise Aucoin.

## Publicación original
- O'Neill & Mendelson, 2004 : Taxonomy of Costa Rican Toads Referred to Bufo melanochlorus Cope, with the Description of a New Species. Journal of Herpetology, vol. 38, n.º 4, p. 487-494[5]